# IC 2384
IC 2384 је спирална галаксија у сазвјежђу Рак која се налази на листи објеката дубоког неба у Индекс каталогу.
Деклинација објекта је + 32° 26' 7" а ректасцензија 8h 34m 23,4s. Привидна величина (магнитуда) објекта IC 2384 износи 14,8 а фотографска магнитуда 15,7. IC 2384 је још познат и под ознакама MCG 6-19-9, CGCG 179-11, NPM1G +32.0175, PGC 24062.